# Recopa de Europa de baloncesto 1974-75
La Recopa de Europa de Baloncesto 1974-75 fue la novena edición de esta competición organizada por la FIBA que reunía a los campeones de las ediciones de copa de los países europeos. Tomaron parte 22 equipos, tres menos que en la edición precedente, proclamándose campeón el equipo ruso del BC Spartak Leningrado, que lograba así su segundo título tras el conseguido en 1973, siendo el único equipo soviético en lograr dos campeonatos.

## Participantes
| Yugoslavia          | 2 | Jugoplastika             | Crvena zvezda |
| Austria             | 1 | Soma Wien                |               |
| Bélgica             | 1 | Racing Thorens Antwerpen |               |
| Bulgaria            | 1 | CSKA Sofia               |               |
| Checoslovaquia      | 1 | Dukla Olomouc            |               |
| Egipto              | 1 | Al-Gezira                |               |
| Inglaterra          | 1 | Embassy All Stars        |               |
| Finlandia           | 1 | KaU                      |               |
| Francia             | 1 | Moderne                  |               |
| Grecia              | 1 | AEK                      |               |
| Hungría             | 1 | Honvéd                   |               |
| Israel              | 1 | Maccabi Ramat Gan        |               |
| Italia              | 1 | Sinudyne Bologna         |               |
| Luxemburgo          | 1 | T71 Dudelange            |               |
| Países Bajos        | 1 | Raak Punch               |               |
| Unión Soviética     | 1 | Spartak Leningrad        |               |
| España              | 1 | Juventud Schweppes       |               |
| Suecia              | 1 | Solna                    |               |
| Suiza               | 1 | Federale                 |               |
| Turquía             | 1 | Şekerspor                |               |
| Alemania Occidental | 1 | 04 Leverkusen            |               |

## Primera ronda
| Equipo 1          | Agr.    | Equipo 2                 | Ida    | Vuelta |
| ----------------- | ------- | ------------------------ | ------ | ------ |
| Raak Punch        | 71–74   | AEK                      | 0–2*   | 71–72  |
| Maccabi Ramat Gan | 196–168 | Soma Wien                | 113–80 | 83–88  |
| Honvéd            | 173–159 | Şekerspor                | 89–67  | 84–92  |
| Al-Gezira         | 105–181 | Juventud Schweppes       | 51–69  | 54–112 |
| T71 Dudelange     | 129–148 | Dukla Olomouc            | 61–76  | 68–72  |
| Embassy All-Stars | 161–148 | 04 Leverkusen            | 77–65  | 84–83  |
| Federale          | 176–202 | Racing Thorens Antwerpen | 86–99  | 90–103 |
| Solna             | 175–114 | KaU                      | 87–57  | 88–57  |

## Segunda ronda
| Equipo 1                 | Agr.    | Equipo 2           | Ida     | Vuelta |
| ------------------------ | ------- | ------------------ | ------- | ------ |
| AEK                      | 146–159 | CSKA Sofia         | 87–85   | 59–74  |
| Maccabi Ramat Gan        | 176–182 | Sinudyne Bologna   | 114–94  | 62–88  |
| Honvéd                   | 163–170 | Juventud Schweppes | 83–96   | 80–74  |
| Dukla Olomouc            | 152–183 | Jugoplastika       | 82–84   | 70–99  |
| Embassy All-Stars        | 181–241 | Moderne            | 100–127 | 81–114 |
| Racing Thorens Antwerpen | 178–148 | Solna              | 98–67   | 80–81  |

Clasificados automáticamente para la fase de cuartos de final
- Crvena zvezda (defensor del título)
- Spartak Leningrado

## Cuartos de final
Los cuartos de final se jugaron con un sistema de todos contra todos, en el cual cada enfrentamiento a doble vuelta contaba como un único partido.
|  | Clasificados para semifinales |

|    | Equipo                   | PJ | Pts | G | P | PF  | PC  | Dif. |
| -- | ------------------------ | -- | --- | - | - | --- | --- | ---- |
| 1. | Crvena zvezda            | 3  | 6   | 3 | 0 | 547 | 507 | +40  |
| 2. | CSKA Sofia               | 3  | 4   | 1 | 2 | 429 | 442 | -13  |
| 3. | Racing Thorens Antwerpen | 3  | 4   | 1 | 2 | 470 | 493 | -23  |
| 4. | Juventud Schweppes       | 3  | 4   | 1 | 2 | 457 | 461 | -4   |

|    | Equipo            | PJ | Pts | G | P | PF  | PC  | Dif. |
| -- | ----------------- | -- | --- | - | - | --- | --- | ---- |
| 1. | Spartak Leningrad | 3  | 6   | 3 | 0 | 497 | 427 | +70  |
| 2. | Jugoplastika      | 3  | 5   | 2 | 1 | 472 | 474 | -2   |
| 3. | Sinudyne Bologna  | 3  | 4   | 1 | 2 | 467 | 469 | -2   |
| 4. | Moderne           | 3  | 3   | 0 | 3 | 444 | 510 | -66  |

## Semifinales
| Equipo 1     | Agr.    | Equipo 2          | Ida   | Vuelta |
| ------------ | ------- | ----------------- | ----- | ------ |
| CSKA Sofia   | 136–143 | Spartak Leningrad | 57–64 | 69–79  |
| Jugoplastika | 151–157 | Crvena zvezda     | 88–76 | 63–81  |

## Final
26 de marzo, Palais des Sports de Beaulieu, Nantes
| Equipo 1           | Resultado | Equipo 2      |
| ------------------ | --------- | ------------- |
| Spartak Leningrado | 63–62     | Crvena zvezda |

| 26 de marzo de 1975 | Spartak Leningrado                   | 63–62       | Crvena zvezda                     | |  |
|                     | Parciales: 32-37, 31-25              |             |                                   | |  |
|                     | Estadísticas Vladimir Arzamaskov, 17 | Reporte Pts | Estadísticas Radivoje Živković 16 | Pabellón: Palais des Sports de Beaulieu, Nantes Asistencia: 3.500 espectadores Árbitros: Yvan Mainini (FRA), Aldo Albanesi (ITA) |  |

| Campeón de la Recopa de Europa 1974–75 |
| -------------------------------------- |
| Spartak Leningrado 2º título           |